# Liparis calcarea
Liparis calcarea är en orkidéart som beskrevs av Rudolf Schlechter. Liparis calcarea ingår i släktet gulyxnen, och familjen orkidéer. Inga underarter finns listade i Catalogue of Life.